# A német ideológia
Karl Marx és Friedrich Engels A német ideológia (eredetileg németül Die deutsche Ideologie) című könyve 1845 szeptembere és 1846 nyara között keletkezett, véglegesen sohasem készült el, szerzőik életében egyetlen fejezet kivételével nem jelent meg, mégis az egyik legtöbbet idézett és vitatott műként került be a marxizmus történetébe. A német ideológia Marx és Engels első valóban közös alkotása, mivel minden fejezetét alaposan megbeszélték, sőt közösen formálták meg, szövegét számos alkalommal egymásnak diktálták. Ez a mű jelenti a materialista történetfelfogás, a történelmi materializmus első rendszerezési kísérletét, s töredékességében is Ludwig Feuerbach metafizikus materializmusának meghaladását, a dialektika alkalmazását, a kommunizmus filozófiai körvonalainak megszületését.

## Keletkezéstörténete
A kommunista mozgalom terjedésével Marx és Engels megpróbálják rábírni Feuerbachot, hogy vegyen részt közvetlenül a politikai harcokban, amitől ő határozottan elzárkózott, azzal, hogy a vallás kritikáját kell kidolgoznia. „Engels belátta, hogy Feuerbach egyre inkább elszigetelődik a politikai élettől, s a passzivitásából fakadt csalódás nyomán lassan megszületik a felismerés, hogy Feuerbach valójában nem is kommunista. Ez lesz az alapja az egész Feuerbach-kritikának A német ideológiában, amelynek alapjait ebben az időben (1845 áprilisában) rakja le Marx Feuerbach-téziseiben.” Igazi súlyát ez azonban csak 1846-ban nyerte el, kezdetben a fő hangsúly Max Stirner kritikáján volt. 1845 novemberében a kéziratnak még „A lipcsei zsinat” címet adták. A szerzők ironikus fikciójában a két egyházatya, Max Stirner és Bruno Bauer zsinatot hívnak össze Lipcsébe, ahol ítéletet mondanak a „bűnösök”, vagyis „A szent család” szerzői, illetve Feuerbach és Moses Hess fölött. „A német ideológia e korai variánsának jellegzetessége, hogy Feuerbach és Hess Marxszal és Engelsszel együttesen szerepel az »egyházatyákkal« szemben, azaz Hess-szel ekkor még együttműködtek, s az 1845 tavaszán megfogalmazott Feuerbach-tézisek ellenére még nem kezdtek bele Feuerbach kritikájába, mivel fő ellenfélnek az ifjúhegeliánus anarchizmust tekintették.” 1845-ben Hess eszmeileg még közel állt Marxhoz és Engelshez, s ezért bevonták A német ideológia munkálataiba, közreműködése az I. kötet Ruge-fejezetében bizonyított. A kiadás meghiúsulásával visszaküldték kéziratát, s azt Hess önállóan publikálta. Néhány hónap múltán, amikor Hess közeledett az igazi szocialisták irányvonalához, az együttműködést felváltotta a kritika Marx és Engels részéről.
A mű hangsúlyai az írás közben többször áthelyeződtek. Az I. kötetből először Stirner és Bauer részletes és Feuerbach általános kritikája készült el. Később megjelent egy önálló Feuerbach fejezet, mely idővel egyre nagyobb jelentőséget nyert, többször átdolgozásra került, de sosem lett befejezve. A II. kötet az igazi szocializmus kritikáját nyújtja, ebből kiemelkedik a IV. fejezet, amely Karl Grünnel foglalkozik. 1846 nyarán Marx és Engels több sikertelen próbálkozást tettek a munka kiadására, mely az igazi szocializmushoz kapcsolódó kiadók ellenállása miatt meghiúsult. A mű legutoljára készült része az I. kötet I. fejezetének 4. kézirata, amely Feuerbach befejezetlen kritikáját tartalmazza és a Marx kézírásában fennmaradt előszó. 1846 végére a Feuerbach kritika elveszítette korábbi jelentőségét, s a proletárkommunizmussal szembeforduló Proudhon bírálata felértékelődött „A nyomorúság filozófiája” című művének megjelenése, illetve Karl Grün fokozódó németországi proudhonista propagandája nyomán. A mű nagy része elvesztette közvetlen politikai aktualitását, s bár 1847-ben még kísérletet tettek megjelentetésére, 1846 decemberében Marx már A filozófia nyomorúsága című munkán dolgozott, felhasználva A német ideológia bizonyos szövegeit.

## Kiadástörténete
Szerzőik 1846–1847-ben nem találtak kiadót művük megjelentetésére. Ekkoriban csupán néhány részlet került publikálásra belőle. Hess lapjában, a „Gesellschaftsspiegel”-ben három részlet jelent meg: 1846-ban az I. kötet IV. fejezetének egy rövid részlete aláírás nélkül, a másodiknak 1847-ben a II. kötet IV. fejezete Marx aláírásával, majd harmadiknak Hessnek visszaküldött kézirat szintén névtelenül (II. kötet V. fejezete). A II. kötet IV. fejezete Marx aláírásával önálló recenzióként is megjelent a „Westphalisches Damfboot” 1847-es évfolyamában, illetve Engels két cikke – „A német szocializmus versben és prózában” és „Az igazi szocialisták” címen – a „Deutsche-Brüsseler-Zeitung” hasábjain 1847 végén szintén a könyv anyagának felhasználásával került publikálásra. A mű létezéséről nagyobb nyilvánosság előtt legelőször Marx „Nyilatkozat Karl Grün ellen” című írása tudósított a „Deutsche-Brüsseler-Zeitung”-ban, mely kulcsmondatot a későbbi kiadók egyúttal címadóul is használták. Marx a hányatott sorsú könyvet legközelebb csak „A politikai gazdaságtan bírálatához” című műve előszavában említi újra, mely egyúttal számos félreértés és legenda forrásává vált: „Friedrich Engels […] midőn 1845 tavaszán szintén Brüsszelben telepedett le, elhatároztuk, hogy nézetünknek a német filozófia ideologikus nézetével szembeni ellentétét közösen kidolgozzuk, voltaképpen, hogy leszámolunk a magunk egykori filozófiai lelkiismeretével. Szándékunkat a Hegel-utáni filozófia kritikájának formájában váltottuk valóra. A kézirat, két vaskos nyolcadrét kötet, már rég megérkezett Vesztfáliába, kiadási helyére, amikor hírt kaptunk arról, hogy a megváltozott körülmények a kinyomatást nem teszik lehetővé. A kéziratot annál is készségesebben átengedtük az egerek rágcsáló bírálatának, mert elértük fő célunkat – saját nézeteink tisztázását.” 
„Engels 1883-ban felajánlotta a kéziratot publikálásra Bernsteinnek, de a kiadásra politikai nehézségek miatt nem került sor. Engels ekkor újra átnézte az egész kéziratot, néhány megjegyzést írt rá, s ekkor találta meg Marx Feuerbach-téziseit a kéziratkötegben.” Engels halála után a kézirat a Német Szociáldemokrata Párthoz, személy szerint Eduard Bernstein kezelésébe került, de a mű jelentőségét senki sem ismerte föl. Bernstein egyrészt elzárta azt a kutatás elől, például Franz Mehring csak egyes részleteibe tekinthetett be, másrészt az általa megjelentetett részekbe önkényesen belejavított, a szöveget megcsonkította, harmadrészt „a keze között a mű kézirata kezdett szétszóródni, s így később nagy nehézséget okozott összegyűjtésük és rendszerezésük.” Először Gustav Mayer kaphatta meg elmélyült tanulmányozásra a kéziratot, melyet Engelsről írott, 1920-ban publikált monográfiájához használt fel. A marxista tudományos közvélemény ebből a munkából értesült először részletesen „A német ideológia” keletkezéséről és tartalmáról, s bár ő sem ismerte fel a mű jelentőségét, új információk közlésével felkeltette iránta az érdeklődést.
Időközben a kéziratok szétszóródása tovább folytatódott. Döntő változást a David Rjazanov vezette moszkvai Marx-Engels Intézet munkája hozott, mivel elkezdték a kéziratok, illetve fotokópiáik összegyűjtését és a munka rekonstrukcióját. Alapos munkájuk következtében felismerték, hogy a mű leglényegesebb része a Feuerbach-fejezet, mely nem csupán Feuerbach kritikáját adja, hanem a materialista történelemfelfogás szisztematikus kifejtését. A fejezet első publikálására a Marx-Engels Archivum I. kötetében került sor, 1924-ben orosz nyelven, majd ezt követte 1926-ban a német nyelvű megjelenés. Ennek nyomán „fedezte fel” a közvélemény a mű létezését, kiemelkedő jelentőségét a marxizmus kialakulása szempontjából. Rjazanov előszavában leírta a mű kiadásának regénybe illő történetét, rekonstruálta eredeti szerkezetét, s rámutatott filozófiai jelentőségére. 1929-ben került sor a „Szent Max” fejezet teljes terjedelmében való közlésére a Marx-Engels Archivum IV. kötetében, szintén Rjazanov előszavával. A mű teljes szövegének kiadása 1932-ben történt meg P. Veller szerkesztésében a Marx-Engels Gesamtausgabe (MEGA) 5. köteteként, Berlinben. A kapcsolódó anyagok, kivonatok, sajtópolémia a MEGA 6. kötetében jelent meg szintén 1932-ben. Ezzel párhuzamosan született egy másik kiadás is S. Landshut és J. P. Mayer szerkesztésében, melyek között volt egy alapvető különbség. A Landshut–Mayer kiadás a kisebb pontatlanság ellenére a szöveg eredeti rendjét követte, míg a Veller féle a kritikus Feuerbach-fejezet öt különböző kéziratváltozatát 40 „töredékre” bontotta, és egységes logikai rendbe próbálta összerakni. A további kiadások évtizedeken keresztül ez utóbb változatot követték. A Marx–Engels Művei sorozat 3. kötetében megjelent mű nem követte a Veller féle kiadást, hanem helyreállította a kézirat eredeti, torzóban maradt sorrendjét.
1962-ben az amszterdami Nemzetközi Társadalomtörténeti Intézetben, ahol az eredeti dokumentumokat őrzik, addig nem ismert kézirat-töredékeket találtak, melyek hozzájárultak a moszkvai Marx-Engels Intézetben G. Bagaturija vezetésével a Feuerbach-fejezet rekonstrukcióján dolgozó filológusok által egy teljesebb szövegváltozat 1965-ös kiadásához.

## A német ideológia
A német ideológia elsődlegesen vitairatként született, de mivel szerzőiknek nem nyílt lehetőségük kiadására, funkciója kimerült saját nézeteik tisztázásában. Ebben a Marx által meghatározott minőségében a mű a dialektikus és történelmi materializmus születésének igen fontos dokumentuma. A kutatások szerint a mű megírása alatt eltelt hónapok során jelentős elmozdulás történt a kezdeti konkrét, sokszor aprólékos, szövegszerű polémiától saját elveiknek a legutoljára írt Feuerbach fejezetben történt, általános érvényű, pozitív kifejtése felé. Ebben Marx és Engels egy olyan új tudományos világnézet filozófiai alapjait rakta le, mely minden korábbinál valóságra orientáltabb. A gyakorlat, illetve a forradalmi gyakorlat kategóriája már a Feuerbach-tézisekben központi szerepbe került, s A német ideológia materializmusa mintegy folytatása, részletes kifejtése a téziseknek. „A filozófusok a világot csak különbözőképpen értelmezték; de a feladat az, hogy megváltoztassuk.” – szól az utolsó tézis, s a A német ideológia első lapjain már egy fokkal konkrétabb formában, de ugyanezt találjuk: „… a valóságban és a gyakorlati materialista, azaz kommunista számára arról van szó, hogy a fennálló világot forradalmasítsa, a készentalált dolgokat gyakorlatilag megtámadja és megváltoztassa.”
A német ideológia Feuerbach-fejezetében Marx és Engels az emberi történelem filozófiai megragadásával próbálkoznak. Természeti előfeltételekként valóságos egyéneket és készen talált, illetve cselekvésükkel létre hozott anyagi életfeltételeiket veszik alapul. A természeti „alapzatok” számbavétele után, a vizsgálat fókuszába a tevékenykedő, elsődlegesen létfenntartási eszközeiket termelő emberek kerülnek:
„Az embereket az állatoktól megkülönböztethetjük a tudattal, a vallással, vagy amivel akarjuk. Ők maguk akkor kezdik magukat az állatoktól megkülönböztetni, amikor termelni kezdik létfenntartási eszközeiket; olyan lépés ez, amelyet testi szervezetük szab meg. Azzal, hogy létfenntartási eszközeiket termelik, az emberek közvetve magát az anyagi életüket termelik. Az a mód, ahogyan az emberek létfenntartási eszközeiket termelik, mindenekelőtt maguknak a készentalált és újratermelendő létfenntartási eszközöknek a mibenlététől függ.
A termelésnek ezt a módját nem szabad pusztán abból a szempontból néznünk, hogy ez az egyének fizikai létezésének újratermelése. Hanem ez már ezen egyének tevékenységének egy meghatározott mikéntje, életük megnyilvánításának egy meghatározott mikéntje, egy meghatározott életmódjuk. Ahogyan az egyének életüket megnyilvánítják, olyanok ők maguk. Az tehát, hogy mik, egybevág termelésükkel, mind azzal, amit termelnek, mind pedig azzal, ahogy termelnek. Hogy tehát az egyének mik, az termelésük anyagi feltételeitől függ.”
T. I. Ojzerman rámutat, hogy: „Már a »Gazdasági-filozófiai kéziratok«-ban és »A szent család«-ban bizonyítást nyert, hogy az ember természetét az anyagi termelés fejlődése határozza meg, vagyis olyan feltételek determinálják, amelyek nincsenek adva kívülről és kezdettől fogva az ember számára. »A német ideológiá«-ban Marx és Engels továbbfejlesztik ezt a gondolatot és úgy vizsgálják az embert az állatoktól megkülönböztető, különféle vonásokat mint történelmileg kialakultakat.” A termelés történeti kategóriaként való definiálása tovább vezet a valóságos termelési folyamat konkrét történelmi, társadalmi kifejtésének követelménye felé, amelyet a szerzők csak jeleznek, de nem vállalkoznak rá.

### A marxizmus társadalomelméleti alapfogalmainak keletkezése
A történelmi materializmus alapkategóriája a termelési mód fogalma, melynek két legfontosabb összetevője a termelőerők és a termelési viszonyok. A termelőerők szubjektív oldalát az ember és tudása, munkatapasztalata alkotja, míg az objektívet a termelési eszközök. A termelőerők fogalma már a Marx és Engels előtti politikai gazdaságtanban előfordult, de más tartalommal. „A fogalom marxi átértelmezésének jelentősége – amelyet jórészt a Gazdasági-filozófiai kéziratokban elvégzett – abban áll, hogy a pusztán szubjektív termelőerőnek, emberi termelőképességnek értelmezett fogalom egyoldalúságát feloldotta az objektív és szubjektív termelőerők kölcsönhatásában. A marxi objektivációs elmélet nagy vívmánya a Gazdasági-filozófiai kéziratokban éppen az objektív termelőerők mint az ember szervetlen teste fogalmának kimunkálása, s ebből a vívmányból adódik az is, hogy az (objektív) termelőerők itt, s még A német ideológiában is túlzott súlyt kapnak, amelyet másfelől a termelési viszonyok fogalmának kidolgozatlansága is elősegít.”
A történelmi materializmus alapvető újítása a termelési viszonyok kategóriájának a bevezetése, mely Ojzerman szerint a történelmi materializmus legfontosabb fogalma. A terminus kialakulása során jelentős fejlődésen ment keresztül, a megfelelője A német ideológiában az „érintkezés” (Verkehr), amely azonban ott még meglehetősen tág kifejezés, a termelési viszonyokon túl felöleli az emberek minden társadalmi élettevékenységét, máskor azonban csak a termelést és forgalmat.
„A termelőerőknek a szükségletek kielégítéséből eredő fejlődése meghatározza mind a forgalmat mint csereforgalmat, mint kereskedelmet, mind pedig az érintkezési formákat, azaz a társadalmi viszonyokat, amelyeket Marx később termelési viszonyoknak nevez. Az érintkezési formákat voltaképpen a termelőerők határozzák meg, s e formák abban a mértékben változtak, ahogyan új, bonyolultabb termelőerők keletkeztek nagyobb szükségletek kielégítésére. A termelés egy meghatározott állapotának ugyanis a társadalmi érintkezésnek egy meghatározott formája felel meg, éspedig éppen olyan forma, amelyre az adott termelőerők működtetéséhez szükség van. A társadalmi érintkezés formája együtt változik a termelőerőkkel.” – interpretálja Auguste Cornu A német ideológia gondolatmenetét. A filozófiai idealizmust bírálva a mű szerzői ugyanezt a gondolatot a következőképpen fejezik ki, beleszőve az együttműködés módjának fogalmát, amely speciális eleme a termelés komplexumának:
„Az élet termelése, mind a saját életé a munkában, mind az idegen életé a nemzésben, most már azonnal kettős viszonyként jelenik meg – egyfelől természeti, másfelől társadalmi viszonyként –, társadalmiként abban az értelemben, hogy ezen több egyén együttműködését értjük, egyre megy, hogy az milyen feltételek között, milyen módon és milyen célból történik. Ebből következik, hogy egy meghatározott termelési mód vagy ipari fejlődési fok mindig az együttműködés meghatározott módjával vagy meghatározott társadalmi fejlődési fokkal jár együtt, és az együttműködésnek ez a módja maga is »termelőerő«; hogy az emberek számára hozzáférhető termelőerők mennyisége szabja meg a társadalmi állapotot, hogy tehát az »emberiség történetét« mindig az ipar és a csere történetével összefüggésben kell tanulmányozni és feldolgozni.[…] Tehát már eleve kitűnik, hogy materialisztikus összefüggés van az emberek között, amelyet a szükségletek és a termelés módja szabnak meg, és amely olyan régi, mint az emberek maguk – olyan összefüggés, amely mindig új formákat ölt és ezért »történelem«, anélkül is, hogy bárminő politikai vagy vallási nonsens léteznék, amely az embereket még külön összetartaná.”
Ágh Attila elemzése szerint: „A munkamegosztás – mint az érintkezés megfelelője – A német ideológia egész rendszerének, történetfilozófiai, társadalomelméleti és gazdaságtani koncepciójának központi fogalma, s munkamegosztás-centrikussága önmagában véve is szituálja ezt a művet Marx egész munkásságában.” A munkamegosztás problémájának középpontba állítása Adam Smith hatását mutatja, hiszen ő is kiinduló kategóriaként kezelte. „A német ideológia hármas fogalomrendszerben bontja ki a munkamegosztás témáját, munka mint elidegenedett tevékenység – munkamegosztás mint elidegenedett társadalmi érintkezés – (magán) tulajdon mint elidegenedett viszony a termékekhez, a társadalmi tárgyakhoz és azok közvetítésével az emberek egymáshoz. A munkamegosztás mint tartalmi, a tulajdon mint formai motívum jelenik meg, amelyek között a munkafolyamat közvetít.” – vázolja Ágh a mű rendszerében a munkamegosztás meghatározó helyzetét. Marx és Engels a munkamegosztás formáit történetfilozófiai fejlődéssorba állítja, s ezzel társadalmi formációelméleti körvonalakat jelöl ki: a természetadta munkamegosztás a törzsi társadalom fő jellemzője, míg az anyagi és szellemi munka megosztása, az első valódi, társadalmi munkamegosztás, melynek megszilárdulása magában hordja a magántulajdon, az egyenlőtlen elosztás, vagyis az osztálytársadalom létrejöttét. A szerzők már itt felvetik ezen alapvető társadalmi ellentmondás megszüntetésének követelményét:
„[…] a termelőerő, a társadalmi állapot és a tudat egymással ellentmondásba kerülhet és kell kerülnie, mert a munka megosztásával adva van annak lehetősége, sőt valósága, hogy a szellemi és anyagi tevékenység – hogy az élvezet és a munka, termelés és fogyasztás más-más egyéneknek jusson, az pedig, hogy ne kerüljenek ellentmondásba, csak úgy lehetséges, ha a munka megosztását ismét megszüntetik.”
A munkamegosztás megszüntetésének szükségességét mint az elidegenedés felszámolásának előfeltételét nem sokkal később részletesebben is kifejtik:
„És végül a munka megosztása mindjárt annak is első példája, hogy ameddig az emberek a természetadta társadalomban vannak, ameddig tehát létezik a hasadás a különös és a közös érdek között, ameddig tehát a tevékenység megosztása nem önkéntes, hanem természetadta, addig az ember saját tette egy számára idegen, vele szemben álló hatalommá válik, amely őt leigázza, ahelyett, hogy ő uralkodnék felette. Amint ugyanis a munkát elkezdik megosztani, mindenki egy meghatározott kizárólagos tevékenységi kört kap, amelyet ráerőszakolnak, amelyből nem tud kikerülni; vadász, halász vagy pásztor vagy kritikai kritikus, és annak kell maradnia, ha nem akarja az élet fenntartásához szükséges eszközöket elveszíteni – a kommunista társadalomban viszont, ahol mindenkinek nem csak egy kizárólagos tevékenységi köre van, hanem bármely tetszőleges tevékenységi ágban kiképezheti magát, a társadalom szabályozza az általános termelést és éppen ezáltal lehetővé teszi számomra, hogy ma ezt, holnap azt tegyem, reggel vadásszam, délután halásszam, este állattenyésztéssel foglalkozzam, ebéd után kritizáljak, ahogy éppen kedvem tartja – anélkül, hogy valaha vadásszá, halásszá, pásztorrá vagy kritikussá válnék. A társadalmi tevékenységnek ez a megrögződése, az, hogy saját termékünk dologi hatalommá szilárdul felettünk, kinő ellenőrzésünk alól, keresztülhúzza várakozásainkat, semmivé teszi számításainkat – ez az egyik fő mozzanat az eddigi történelmi fejlődésben.”

#### „Aufhebung der Arbeit”
A (társadalmi) munkamegosztás megszüntetésének céljához kapcsolódva többször találkozhatunk „a munka felemelve-megszüntetése” illetve „a munka megszüntetése” szófordulattal, mely a későbbiek során a könyv olvasóinak körében számos félreértés forrása lett. „G. A. Bagaturija joggal emlékeztet arra, hogy a „a munka megszüntetése” fordulatával a „A német ideológia” fordítói a szó szerint tolmácsolhatatlan „Aufhebung der Arbeit” kifejezést adják vissza. Az „Aufhebung” terminusa, melyet Hegel nyomán Marx és Engels is filozófiai kategóriaként alkalmazott, a dialektikus tagadást jelenti, vagyis a meghaladást és megőrzést, a forma megsemmisítését a lényegi tartalom megmaradása és továbbfejlődése mellett. Az „Aufhebung der Arbeit” tehát szigorúan szólva nem a munkatevékenység megsemmisítését, hanem lényegi átalakítását jelenti (lásd G. A. Bagaturija: Engelsz o kommunyisztyicseszkom obscsesztve – In: G. A. Bagaturija–A. I. Malis (red.): Engelsz – tyeoretyik. Moszkva 1970. 369. old).”

#### A kommunizmus két gyakorlati előfeltétele
A következőkben tételezett, kommunizmusra vonatkozó teoretikus megállapítások, hipotézisek a marxizmus egyik leggyakrabban idézett, és legtöbb vitát kiváltó szövegeivé váltak az idők során:
„Ez az »elidegenülés« – hogy a filozófusok számára érthetően fejezzük ki magunkat – természetesen csak két gyakorlati előfeltétellel szüntethető meg. Hogy »elviselhetetlen« hatalommá váljék, vagyis olyan hatalommá, amely ellen forradalmat csinálnak, ahhoz az kell, hogy az emberiség tömegét teljesen »tulajdonnélküliként« hozza létre, s egyszersmind ellentmondásban a gazdagságnak és műveltségnek egy meglevő világával – amely gazdagság és műveltség a termelőerő nagy megnövekedését, fejlődésének magas fokát előfeltételezi; másrészt e termelőerők e fejlődése (amivel egyben már adva van az emberek világtörténelmi – és nem helyi – létezésében meglevő empirikus exisztencia) már azért is abszolút szükségszerű gyakorlati előfeltétel, mert nélküle csak a nélkülözést tennék általánossá, tehát az ínséggel szükségképpen ismét megkezdődnék a harc a szükségesért s ismét előállna az egész régi szemét, továbbá, mert csak a termelőerőknek ezzel az egyetemes fejlődésével tételeződik az emberek egyetemes érintkezése, ennélfogva egyrészt valamennyi népben egyidejűleg létrehozza a »tulajdonnélküli« tömeg jelenségét (általános konkurencia), mindegyik népet függővé teszi a többinek a forradalmasodásaitól, és végül világtörténelmi, empirikusan egyetemes embereket állít a helyi jellegű egyének helyébe. Enélkül 1. a kommunizmus csak mint helyi jelenség létezhetnék, 2. magának az érintkezésnek a hatalmai nem fejlődhettek volna ki mint egyetemes, s ezért elviselhetetlen hatalmak, hazaisütetű-babonás »körülmények« maradtak volna, és 3. az érintkezés minden bővülése megszüntetné a helyi kommunizmust. A kommunizmus empirikusan csak az uralkodó népek tetteként »egyszerre« és egyidejűleg lehetséges, ez pedig a termelőerő egyetemes fejlődését és a vele összefüggő világérintkezést előfeltételezi.
A kommunizmus szemünkben nem állapot, amelyet létre kell hozni, nem eszmény, amelyhez a valóságnak hozzá kell igazodnia. Mi kommunizmusnak a valóságos mozgalmat nevezzük, amely a mai állapotot megszünteti. E mozgalom feltételei a ma fennálló előfeltételből adódnak.
[…] A proletariátus tehát csak világtörténelmileg létezhetik, mint ahogy akciója, a kommunizmus egyáltalában csak mint »világtörténelmi« létezés lehet meg; mint az egyének világtörténelmi létezése, vagyis mint az egyéneknek olyan létezése, amely közvetlenül összekapcsolódik a világtörténelemmel.”

### Az érintkezési forma termelése
A német ideológia szerint a kommunizmus a proletariátus világtörténelmi egyesülésével valósulhat meg, aminek egyik következménye és követelménye a termelőerők totalitásának elsajátítása mint gyakorlati tanulási-termelési tevékenység, amellyel együtt jár a (bér)munka szabad öntevékenységgé való átváltozása. Ez az egyetemes egyesülés egy mindent fölforgató, mélyreható társadalmi változás, melynek csak legelső, de nélkülözhetetlen lépése a politikai hatalom megragadása, a forradalom tulajdonképpeni döntő, a társadalmi totalitást átfogó fázisa csak ez után következik, mely azonban nem egyetlen politikai aktus, hanem összefüggő változások sorozata, a kommunizmus történelmi létrehozásának folyamata:
„Most tehát odáig jutott a dolog, hogy az egyéneknek a termelőerők meglevő totalitását kell elsajátítaniok, nemcsak azért, hogy eljussanak öntevékenységükhöz, hanem már egyáltalában azért is, hogy létezésüket biztosíthassák. Ezt az elsajátítást először is az elsajátítandó tárgy szabja meg – a totalitássá kifejlődött és csak egyetemes érintkezés keretében létező termelőerők. Ez az elsajátítás tehát már erről az oldalról is a termelőerőknek és az érintkezésnek megfelelő egyetemes jelleggel kell hogy bírjon. Ezeknek az erőknek az elsajátítása maga nem egyéb, mint az anyagi termelési szerszámoknak megfelelő egyéni képességek kifejlesztése. A termelési szerszámok totalitásának elsajátítása már ezért is a képességek totalitásának kifejlesztését jelenti magukban az egyénekben. Ezt az elsajátítást továbbá megszabják az elsajátító egyének. Csakis a jelenkor minden öntevékenységből kirekesztett proletárjai képesek arra, hogy teljes, többé nem korlátolt öntevékenységüket, amely a termelőerők totalitásának elsajátításában és a képességek totalitásának ezzel tételezett kifejlesztésében áll, érvényre juttassák. Minden korábbi forradalmi elsajátítás korlátolt volt; olyan egyének, akiknek öntevékenységét korlátozott termelési szerszám és korlátozott érintkezés korlátolta, ezt a korlátozott termelési szerszámot sajátították el és ezért csak újabb korlátozottsághoz jutottak el. Termelési szerszámuk tulajdonukká vált, de ők maguk a munka megosztása és saját termelési szerszámuk alá maradtak besorolva. Minden eddigi elsajátításnál egyének tömege maradt egyetlen termelési szerszám alá besorolva; amikor majd a proletárok sajátítanak el, termelési szerszámok tömegét kell mindegyik egyén alá, a tulajdont pedig valamennyiük alá besorolni. A modern egyetemes érintkezés nem is sorolható be másként az egyének alá, csak úgy, hogy valamennyiük alá sorolják be.
Az elsajátítást továbbá megszabja az az út és mód, ahogyan azt végre kell hajtani. Csakis egyesülés útján lehet végrehajtani, amely a proletariátus jellegénél fogva megint csak egyetemes lehet, és csakis forradalom útján, amelyben egyfelől megdöntik az eddigi termelési és érintkezési mód és társadalmi tagozódás hatalmát és másfelől kifejlődik a proletariátus egyetemes jellege és az elsajátítás keresztülviteléhez szükséges energiája, továbbá a proletariátus levet magáról mindent, ami eddigi társadalmi helyzetéből még rajta maradt.
Csak ezen a fokon esik egybe az öntevékenység az anyagi élettel, ami megfelel az egyének teljes egyénekké való kifejlődésének és minden természetadta jelleg levetkezésének; és ekkor felel meg egymásnak a munka átváltozása öntevékenységgé és az eddig feltételektől megszabott érintkezés átváltozás az egyének mint olyanok érintkezésévé. Azzal, hogy az egyesült egyének a totális termelőerőket elsajátítják, a magántulajdon véget ér.”
Fontos hangsúlyozni, hogy ez az elsajátítás nem azonos a megvalósult államszocializmusok egyszerű állami kisajátításával, hanem az egyének kollektív, össztársadalmi termelési képességének megszerzését jelenti, mert ez nélkülözhetetlen előfeltétele a munkamegosztás megszüntetésének, s a különféle termelési fajták szabad egyéni váltogatásának.

### A tudat termeléséről
Az alábbiakban a szerzők így foglalják össze tömören történelemfelfogásukból levont következtetéseiket:
„1. a termelőerők fejlődésében bekövetkezik egy fok, amelyen olyan termelőerők és érintkezési eszközök jönnek létre, amelyek a fennálló viszonyok között csak bajt okoznak, amelyek többé nem termelőerők, hanem rombolóerők (gépi berendezés és pénz) – és ami ezzel összefügg, létrejön egy osztály, amely a társadalom minden terhét kénytelen viselni, anélkül, hogy előnyeit élvezné, amely a társadalomból kiszorítva valamennyi többi osztállyal a leghatározottabb ellentétbe kényszerül; olyan osztály, amely a társadalom összes tagjainak többségét alkotja, és amelytől kiindul a gyökeres forradalom szükségességének tudata, a kommunista tudat, amely természetesen más osztályok soraiban is kialakulhat a szóban forgó osztály helyzetének szemléleténél fogva; 2. azok a feltételek, amelyek között meghatározott termelőerőket alkalmazni lehet, egy meghatározott társadalmi osztály uralmának feltételei, amelynek szociális, tulajdonából eredő hatalma a mindenkori államformában ölt gyakorlati-idealisztikus kifejezést, *** és ezért minden forradalmi harc egy addig uralkodó osztály ellen irányul; 3. minden eddigi forradalomban a tevékenység módja mindig érintetlen maradt, és csupán e tevékenység más felosztásáról, a munkának más személyekre való elosztásáról volt szó, a kommunista forradalom viszont a tevékenység eddigi módja ellen irányul, a munkát**** kiküszöböli és az összes osztályok uralmát magukkal az osztályokkal együtt megszünteti, mert ezt a forradalmat az az osztály viszi véghez, amely a társadalomban már nem számít osztálynak, amely már kifejezője minden osztály, nemzetiség stb. felbomlásának a mai társadalmon belül; és 4. e kommunista tudat tömeges létrehozásához és magának a dolognak a keresztülviteléhez egyaránt az emberek tömeges megváltozása szükséges, ami csakis gyakorlati mozgalomban, forradalomban mehet végbe; a forradalom tehát nemcsak azért szükséges, mert az uralkodó osztályt nem lehet más módon megdönteni, hanem azért is, mert a megdöntő osztály csak forradalomban juthat el odáig, hogy lerázza nyakáról a múlt egész szennyét és képessé váljék a társadalom új megalapozására.”
A továbbiakban a szerzők hangsúlyozzák történetfelfogásuk materialista jellegét, vagyis a valóságos termelési folyamat mint a közvetlen élet anyagi termelésének meghatározó szerepét. Különösen figyelemre méltó, hogyan vázolják a forradalmasodás „anyagi”, objektív feltételeit, melybe beletartozónak tekintik a forradalmi módon cselekvő tömeget is:
„ A különböző nemzedékek e készentalált életfeltételei döntik el azt is, hogy a történelemben időszakosan visszatérő forradalmi megrázkódtatás elég erős lesz-e arra vagy sem, hogy minden fennállónak a bázisát megdöntse és ha a teljes forradalmasodásnak ezek az anyagi elemei – nevezetesen egyfelől a meglevő termelőerők, másfelől olyan forradalmi tömegnek a képződése, amely nemcsak az eddigi társadalomnak egyes feltételei ellen indít forradalmat, hanem maga az eddigi »élettermelés«, az »össztevékenység« ellen, amely e társadalom bázisa volt – nincsenek meg, akkor a gyakorlati fejlődés szempontjából teljesen közömbös, hogy ennek a forradalmasodásnak az eszméjét már százszor kimondták – mint ezt a kommunizmus története bizonyítja.”
Az alábbi idézet a történelmi materializmus szinte definitív tömörségű kifejtése, mely kiemeli a társadalmi lét és a társadalmi tudat uralmi összefüggésében a lét determináns szerepét:
„Az uralkodó osztály gondolatai minden korszakban az uralkodó gondolatok, vagyis az az osztály, amely a társadalom uralkodó anyagi hatalma, az egyszersmind uralkodó szellemi hatalma is. Az az osztály, amely az anyagi termelés eszközeit kezében tartja, ezzel egyszersmind a szellemi termelés eszközei fölött is rendelkezik, úgyhogy ezzel egyszersmind azoknak a gondolatai, akik híján vannak a szellemi termelés eszközeinek, átlagban neki vannak alávetve. Az uralkodó gondolatok nem egyebek, mint az uralkodó anyagi viszonyok eszmei kifejezése, a gondolatként megfogalmazott uralkodó anyagi viszonyok; tehát éppen azoké a viszonyoké, amelyek az egyik osztályt uralkodóvá teszik, vagyis ez osztály uralmának gondolatai. […] A munka megosztása, amelyet már fentebb az eddigi történelem egyik fő hatalmaként leltünk fel, most az uralkodó osztályban is nyilvánul mint a szellemi és anyagi munka megosztása, úgyhogy ezen az osztályon belül az egyik rész az illető osztály gondolkodóiként lép fel (az osztály aktív konceptív ideológusaiként, akik ez osztály önmagáról táplált ez illúziójának kialakítását teszik fő megélhetési águkká), míg a többiek ezekhez a gondolatokhoz és illúziókhoz inkább passzív és receptív módon viszonyulnak, mert ők a valóságban az aktív tagjai az osztálynak és kevesebb idejük van ahhoz, hogy saját magukról illúziókat és gondolatokat alkossanak. Ezen az osztályon belül az osztálynak ez a kettéhasadása még a két rész bizonyos szembehelyezkedéséig és ellenségességéig is fejlődhetik, ez azonban minden olyan gyakorlati összeütközésnél, amikor maga az osztály kerül veszélybe, magától megszűnik, s ekkor aztán még a látszata is eltűnik annak, mintha az uralkodó gondolatok nem az uralkodó osztály gondolatai lennének és ez az osztály hatalmától megkülönböztetett hatalmuk volna. Forradalmi gondolatok létezése egy bizonyos korszakban már előfeltételezi egy forradalmi osztály létezését, […]”

## Jelentősége
Mivel A német ideológia posztumusz publikálásáig nem fejthetett ki közvetlen hatást, ezért elsődleges jelentősége szerzőik eszmei fejlődésében betöltött történeti szerepe, mert mint Marx írta „[…]elértük fő célunkat – saját nézeteink tisztázását.” Az utókor számára is a marxizmus születési folyamatában betöltött szerepe jelenti elsődleges funkcióját. Marxizmustörténeti jelentőségén túl, azonban nem hanyagolható el mint a kommunizmus elméletének közvetlen forrása sem, hiszen Ágh Attila szavaival: „[…] azt mondhatjuk, A német ideológia foglalkozik a legbehatóbban a kommunista társadalom elméletével Marx egész életművében.” Ám ebben a minőségében jelentős értelmezési veszélyforrást is jelent tanulmányozója számára, ha nem a szükséges elmélyüléssel, alapossággal, s nem utolsósorban a marxizmus történetének, filozófiájának háttérismeretével közelít a műhöz.

## Magyarul
- A német ideológia. Szemelvények Marx és Engels 1845-1846-ban írt kéziratban maradt művéből; Szikra, Bp., 1952
- Marx–Engels: Feuerbach. A materialista és az idealista szemlélet ellentéte. "A német ideológia" 1. fejezete; sajtó alá rend. a marxizmus-leninizmus klasszikusainak szerkesztősége; Kossuth, Bp., 1973 (A marxizmus-leninizmus klasszikusainak kiskönyvtára)
- Marx–Engels: A német ideológia; ford. Kislégi Nagy Dénes; Magyar Helikon–Európa, Bp., 1974

## Külső hivatkozások
- Karl Marx – Friedrich Engels: Die deutsche Ideologie (német nyelven). mlwerke.de. (Hozzáférés: 2014. április 30.)